# Tempelstraße 10 (Bonn)

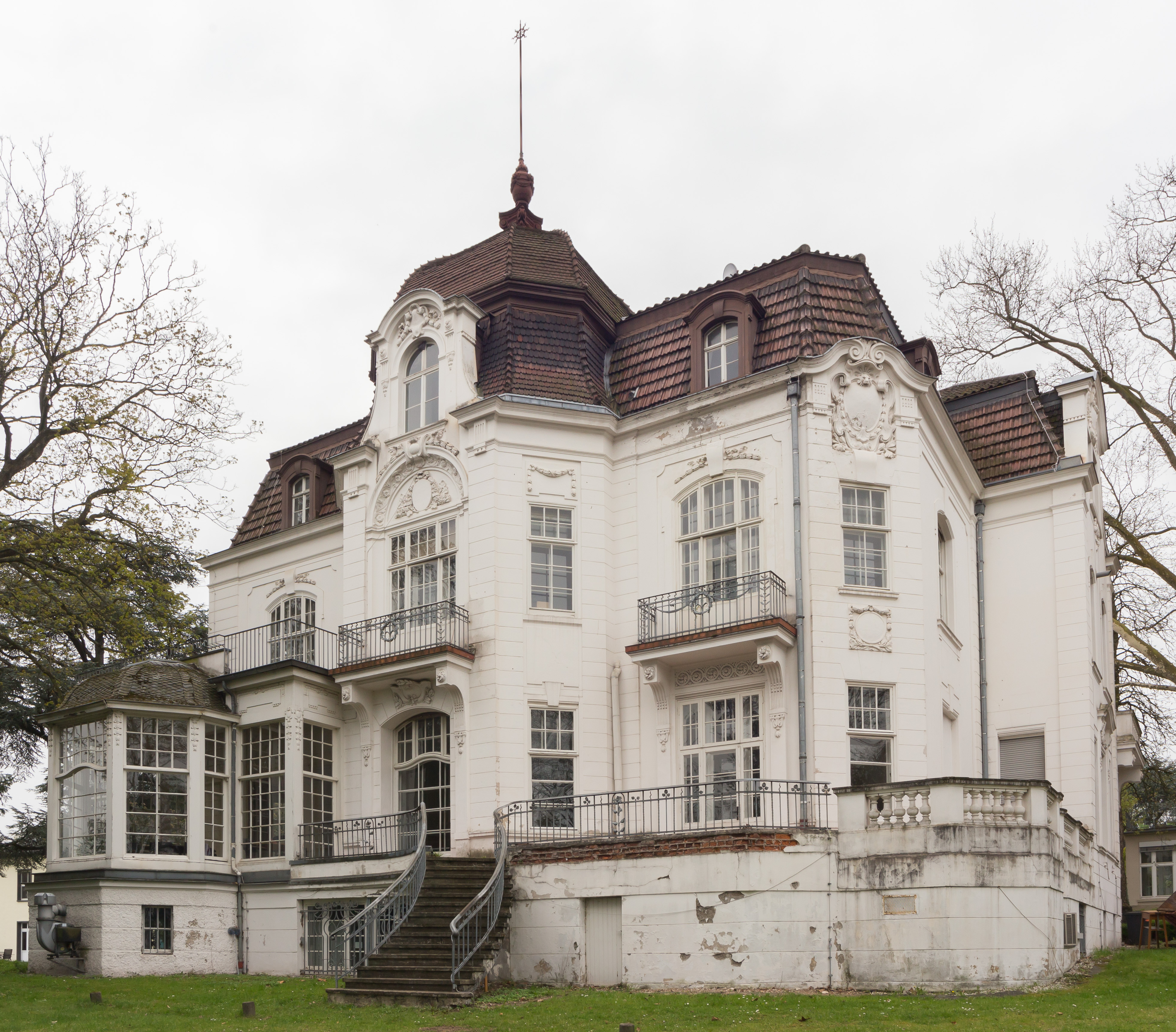
Villa Tempelstraße 10, Rheinfront (2013)

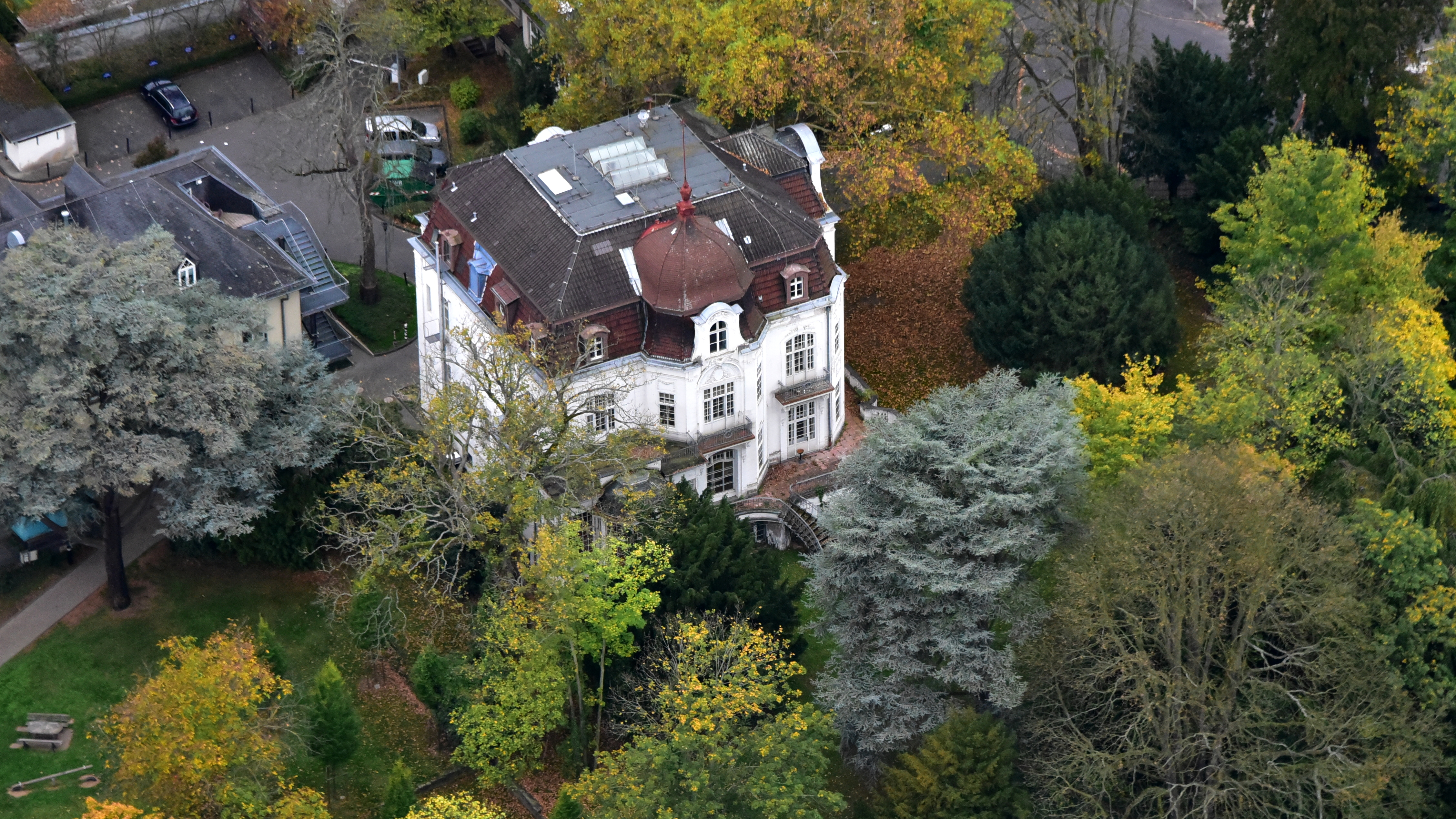
Tempelstraße 10, Luftaufnahme (2017)

Das Gebäude Tempelstraße 10 (auch Villa Finkler) ist eine Villa im Bonner Ortsteil Gronau, die 1900/01 errichtet wurde. Sie liegt an der von der Adenauerallee (B 9) abzweigenden Tempelstraße oberhalb des Rheinufers (Wilhelm-Spiritus-Ufer). Die Villa steht als Baudenkmal unter Denkmalschutz.

## Geschichte

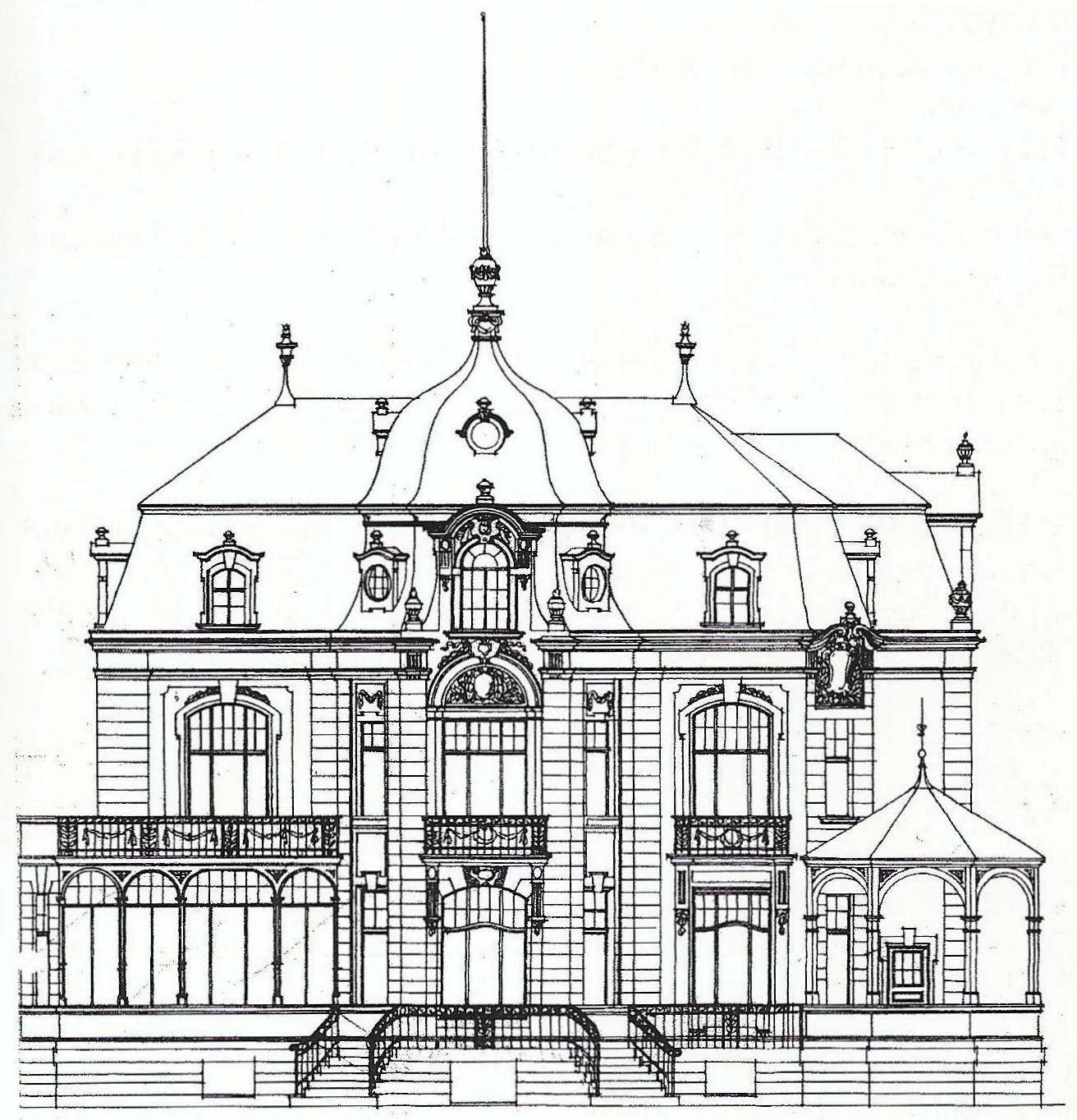
Ausgeführter Entwurf, Aufriss der Rheinfront (1901)

Die Villa entstand für den Bauherrn Dittmar Finkler (1852–1912), einen Arzt und Professor an der Universität Bonn, der auch Besitzer der gegenüberliegenden späteren Kronprinzenvilla war und auf deren Grundstück 1898 die Wörthstraße (heute Tempelstraße) und 1899/1900 an derselben eine für den Weiterverkauf vorgesehene Doppelvilla hatte errichten lassen. Stilistisch lässt sich die Villa dem picturesquen und abstrahierten Barock mit durch den Jugendstil umgewandelten Dekor zurechnen.
Mit Entwurf und Ausführung für die von seiner eigenen Familie zu bewohnende Villa beauftragte Finkler die in Dortmund ansässige Westdeutsche Bau-Actien-Gesellschaft (vormals Strecke und Söhne), für die der Bonner Architekt August Scheidgen als lokaler Vertreter das Projekt betreute. Auf den Bauantrag vom 4. August 1900 hin wurde am 5. September die Baugenehmigung für die Villa und ein zugehöriges Stall- und Remisengebäude erteilt, am 24. September waren beide bis zur Höhe des Sockels ausgeführt. Mitte Oktober 1900 legte die Westdeutsche Bau-AG aufgrund von Differenzen mit dem Bauherrn den Auftrag nieder. Finkler beauftragte daraufhin das Berliner Architekturbüro Kayser & von Großheim mit der Weiterführung des Projekts, als deren lokaler Vertreter der Architekt Heinrich Rings auftrat. Dieser legte neue Pläne vor, die am 19. Januar 1901 von der Baubehörde genehmigt wurden. Am 22. Februar 1901 erfolgte die Rohbauabnahme und am 4. September 1901 die Schlussabnahme der Villa. Zum Hausstand der Familie gehörten neben dem Ehepaar mit zwei Töchtern eine Köchin, zwei Mägde und ein im Dachgeschoss des Stallgebäudes wohnendes Kutscherehepaar.
Ende 1907 ließ Finkler den Wintergarten an der Rheinfront nach Plänen des ortsansässigen Architekten und Regierungsbaumeisters Julius Rolffs umbauen, wobei die Eisenkonstruktion durch eine Konstruktion aus Eichenholz ersetzt und ein polygonaler Erker angefügt wurden. Zu den Veränderungen des Gebäudes gegenüber seinem Ursprungszustand bzw. den ursprünglichen Bauplanungen gehören eine Balustrade der Terrasse an der Wörthstraße sowie das Fehlen des südlichen Arms der Freitreppe an der Rheinfront und eines Pavillons auf der Ecke der Terrasse.
Ab Anfang der 1950er-Jahre (Stand: 1952) gehörte das Anwesen wie später auch die benachbarte Villa Tempelstraße 8 zur Liegenschaft der mit ihrem Hauptgebäude angrenzenden Universitäts-Kinderklinik (Zentrum für Kinderheilkunde) und nahm die Pflegebereichsleitung sowie einen Ballsaal der Klinik auf, die im Jahre 2020 auf den Venusberg verlegt wurde. Das Gelände soll zukünftig weiterhin von der Universität genutzt werden.